# Gregory Choppin
Gregory Robert Choppin (* 9. November 1927 in Eagle Lake, Texas; † 21. Oktober 2015 in Tallahassee, Florida) war ein US-amerikanischer Chemiker und von 1956 bis 2001 Professor an der Florida State University in Tallahassee/Florida. Seine Forschungsinteressen richteten sich auf das Verhalten von zumeist radioaktiven Substanzen (insb. Aktiniden) in wässrigen Lösungen (Nuklearchemie, Komplexchemie, physikalische Chemie, Umweltchemie). Er ist Mitentdecker von drei Elementen (Mendelevium, Fermium, Einsteinium).

## Leben
Gregory Choppin studierte an der Loyola University mit dem Bachelor-Abschluss 1949 und wurde 1953 an der University of Texas bei George Willard Watt in Chemie promoviert (Potentiometric titrations in liquid ammonia). 1953 bis 1956 war er am Lawrence Berkeley National Laboratory und als Mitarbeiter von Glenn T. Seaborg an der Entdeckung von Mendelevium beteiligt (1955, mit Seaborg, Stanley G. Thompson, Albert Ghiorso, Bernard G. Harvey). Außerdem war er an der Erzeugung weiterer Transurane (Fermium, Einsteinium) beteiligt. 1956 wurde er Assistant Professor und seit 1963 war er Professor für Chemie an der Florida State University. Zuletzt war er Robert O. Lawton Distinguished Professor und Vorstand der Fakultät für Chemie und Biochemie. Er lehrte bis 2001 an der Universität. Ein Lehrstuhl der Universität ist nach ihm benannt.
Er war 1962/63 Gastwissenschaftler am belgischen Studienzentrum für Kernenergie in Mol, war Fulbright-Dozent in Uruguay und Portugal, 1979/80 (als Humboldt-Forschungspreisträger) am Institut für Transurane in Karlsruhe, war Gastprofessor in Tokio auf Einladung der Japan Society for the Promotion of Science.
Er befasste sich mit Physikalischer Chemie und Umweltverhalten von Actinoiden und Lanthanoiden. Die Endlagerung hochradioaktiver Abfälle aus der Atomwaffenproduktion und der Nutzung der Kernenergie bildeten den Schwerpunkt seiner Arbeiten.
Er war der Autor und Koautor von 13 Büchern und über 500 wissenschaftlichen Arbeiten. Einen besonderen Schwerpunkt legte er auf die wissenschaftliche Zusammenarbeit. Er hat über 400 Koautoren. Sein Labor an der Florida State University war ein Treffpunkt internationaler Nachwuchswissenschaftler aus allen Kontinenten.
Greg Choppin war Ehrendoktor der Loyola University und der Technischen Hochschule Chalmers in Göteborg. Er war Mitglied der American Association for the Advancement of Science. 1985 erhielt er den Glenn T. Seaborg Award for Nuclear Chemistry und 1997 den Chemical Pioneer Award.
Gregory Choppin hatte mit seiner Ehefrau Ann Warner vier Kinder (Denise, Suzanne, Paul, Nadine).

## Schriften
- mit Albert Ghiorso, Bernard G. Harvey, Stanley G. Thompson, Glenn T. Seaborg: New Element Mendelevium, Atomic Number 101, Phys. Rev., Band 98, 1955, S. 1518.
- mit A. J. Chatham-Strode: Ion exchange behaviour of the actinide elements in hydrochloric acid, Inorg. Nucl. Chem., Band 15, 1960, S. 377–383.
- mit H. G. Brittain, P. P. Barthelemy: ph-dependence of the metal ion hydration state in lanthanide complexes of polyaminopolycarboxylate ligands, J. Coord. Chem., Band 26, 1992, S. 143–153.
- A half-century of lanthanide aminopolycarboxylates, J. Alloy Comp., Band 192, 1993, 256–261.
- mit E. N. Rizkalla: Hydration and hydrolysis of lanthanides, in: K. A. Gschneider, L. Eyring (Hrsg.), Handbook of the Physics and Chemistry of Rare Earths, Amsterdam: Elsevier 1991, Kapitel 103, S. 393–442.
- mit Jan-Olov Liljenzen, Jan Rydberg, Christian Ekberg: Radiochemistry and Nuclear Chemistry, 4. Auflage, Academic Press 2013.